# Luta profissional
Luta profissional (conhecida também como professional wrestling ou simplesmente, pro wrestling, do original em inglês, ou ainda luta livre ou luta livre profissional em países lusófonos) é uma forma de luta, contendo uma mescla entre as artes cénicas e o catch wrestling. É reconhecido mundialmente como entretenimento esportivo, já que grande parte dos combates (também conhecida por matches) não envolvem competição real, com resultado pré-determinado pela equipe criativa de suas empresas conhecidas como promoções, contendo movimentos coreográficos e ensaiados. A origem é dada em carnavais norte-americanos do século XIX, como demonstrações de atletismo e força. A luta profissional moderna normalmente usa técnicas de ataque direto e grappling, que foram modeladas combinando diversos tipos de artes marciais ao redor do mundo.
É bastante popular nos Estados Unidos, onde é promovido pela World Wrestling Entertainment, Inc (WWE), a maior organização do ramo, além de rivais como a AEW. No México, onde é conhecido como Lucha Libre, que tem características culturais próprias, como o uso de máscaras, e no Japão, onde o Puroresu também tem um foco maior em misturar outras artes marciais e muitos golpes reais ou realistas com bastante contato físico.
O termo luta livre é usado como uma tradução de catch-as-catch-can ou catch wrestling, predecessor da luta profissional. Há outras modalidades que usam do nome "luta livre" que são descendentes do catch como a luta livre olímpica e luta livre esportiva. O termo "telecatch" surgiu a partir de um programa de televisão lançado nos anos 60 e também deriva do catch wrestling no Brasil.

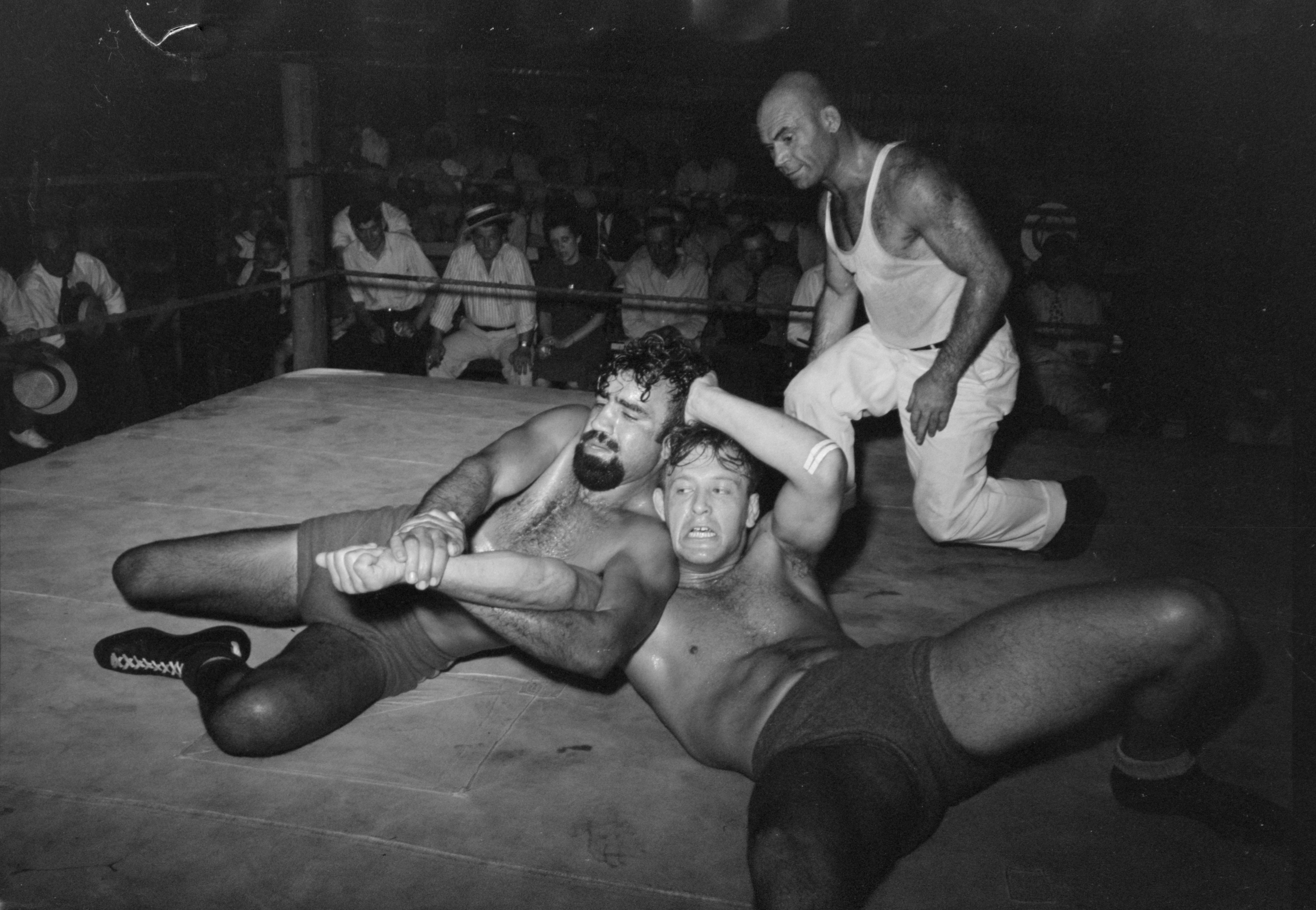
Uma luta de wrestling profissional: dois lutadores lutam em um ringue enquanto um árbitro (de branco) observa, 1938.

## Sumário
A luta profissional é muito praticada no Japão e em países como os Estados Unidos da América, Canadá e México. No Brasil, foi muito popular entre os anos 60 e o início dos anos 80, graças ao programa de TV Telecatch. Inspirado em parte pelo fenômeno mexicano, o telecatch acabou transformando seu nome em uma marca genérica para a modalidade no país. Pessoas bem-conceituadas no esporte têm se tornado celebridades ou "ícones culturais" no país onde moram. Embora a luta profissional tenha começado como atos em circos andantes, hoje é uma indústria bilionária. O dinheiro vem da venda de ingressos, transmissões televisivas, pay-per-views, produtos da marca e DVDs. As promoções transformaram os pay-per-view em extremamente lucrativo. Shows anuais como WrestleMania, Bound for Glory estão entre os pay-per-views mais vendidos todos os anos. Recentemente, a internet vem sendo utilizada, junto com os métodos já mencionados. Transmissões pela internet de eventos gravados, ou ao vivo, têm gerado lucro também. Os DVDs vendidos dominam o topo dos Recreational Sports DVD (DVD de esportes de recreação), com os DVDs de luta ocupando de 3 a 9 posições no top 10. No top de 2008 a WWE teve 14 dentro do 20 pelo ano inteiro.
Atualmente, a maior empresa de luta profissional do mundo é a americana WWE, que absorveu comprando diversas companhias regionais menores no final do século XX, além da compra das suas maiores concorrentes no começo de 2001, World Championship Wrestling (WCW) e Extreme Championship Wrestling (ECW). Outras companhias de luta profissional proeminentes são a principal rival da WWE e segunda maior companhia de luta profissional dos EUA, All Elite Wresling (AEW), Total Nonstop Action Wrestling (TNA) e Ring of Honor (ROH). No México, as promoções maiores são Consejo Mundial de Lucha Libre e a Asistencia Asesoría y Administración. No Japão, são as New Japan Pro Wrestling, All Japan Pro Wrestling, e Pro Wrestling NOAH. No Brasil a maior empresa relacionada ao esporte é a Brazilian Wrestling Federation (BWF) fundada em 2002, e em Portugal a maior empresa relacionada ao esporte é a Wrestling Portugal (WP) fundada em 2007. A  BWF até reutilizou o nome Telecatch em um programa exibido pela Band.
Vários documentários foram produzidos focando na luta profissional, as mais notáveis são, Beyond the Mat direção de Barry W. Blaustein, e Hitman Hart: Wrestling with Shadows estreando o lutador Bret Hart e dirigido por Paul Jay. Houve também vários filmes fictícios sobre luta; o filme de 2008 The Wrestler recebeu diversas indicações ao Oscar.
Outras promotoras
Promoções independentes
- Chikara
- Combat Zone Wrestling (CZW)
- National Wrestling Alliance (NWA)
- Pro Wrestling Guerrilla (PWG)
- WhatCulture Pro Wrestling (WCPW)

Europeias
- Associação Portuguesa de Wrestling (APW)
- Association Biterroise de Catch (ABC-Catch)
- World Stars of Wrestling (WSW)
- European Wrestling League (EWL)
- One Pro Wrestling (1PW)
- International Pro Wrestling UK (IPW UK)
- Nu-Wrestling Evolution (NWE)
- Dutch Pro Wrestling (DPW)

Sul-americanas
- Brazilian Wrestling Federation (BWF)
- Evolution Wrestling Force (EWF)
- Dynamite Fight Club (DFC)
- Associação Brasileira De Luta Livre (ABRALULI)
- Gigantes do Ringue (GDR)
- Federação Internacional de Luta Livre (FILL)
- Extreme Wrestling Zone (EWZ)
- Fênix Wrestling Entertainment (FWE)
- Famiglia Lucha Libre (FLL)
- Pro Wrestling Curitiba (PWC)

Outras extintas
- Wrestling Society X (WSX) 
Apesar de serem do mesmo ramo, as equipes de Backyard Wrestling não são equipes de Pro-Wrestling, sendo essas não reconhecidas oficialmente.

## Regras
Não existe nenhum órgão de governo para determinar regras de luta profissional, embora exista um padrão geral que foi desenvolvido. Cada promoção/empresa tem sua própria variação, mas todas são similares o bastante para evitar confusão ao público que consuma o conteúdo de mais de uma empresa. Qualquer regra descrita, que é simplesmente um padrão, pode, ou não, corresponder às regras de uma promoção.
Como se trata de lutas pré-determinadas, as regras podem ser facilmente mudadas, ignoradas, criadas na hora ou quebradas ao decorrer da luta, tanto pelos lutadores quanto pelos juízes, com o objetivo de aumentar a dramatização.

### Estrutura geral

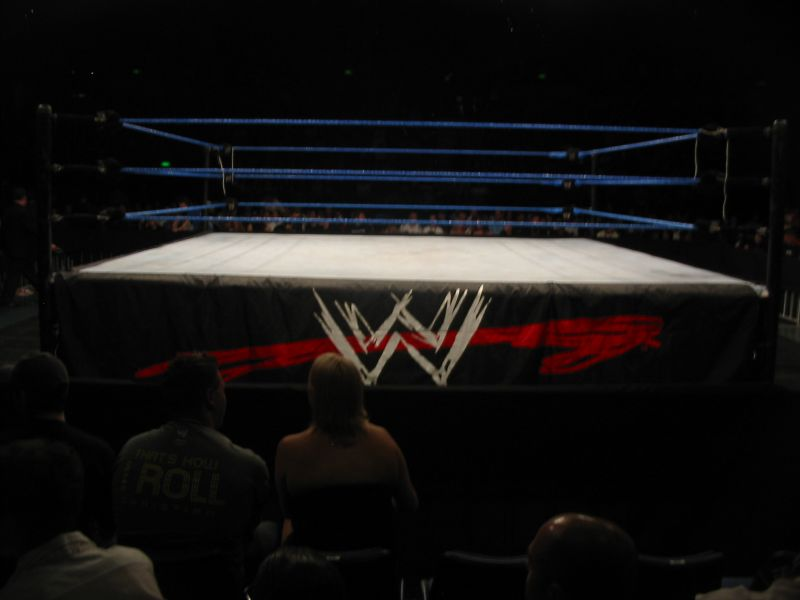
Um ringue usado pela WWE, onde pode ser visto os quatro cantos, as cordas, e os protetores de turnbukles.

Os combates são travados entre dois ou mais lados ("corners"). Cada corner consiste em um wrestler, ou um time de dois ou mais. A maioria das lutas de time estão sob as regras de lutas de tag teams (veja abaixo). Outras lutas tem múltiplos combatentes mas sem nenhum time. Em todas as variações, só pode haver um time (ou wrestler) ganhador.
O método padrão de marcar é o "fall", que é conquistado por:
- Pinfall (ou simplesmente, Pin) - os ombros do oponente devem estar no chão pelo período de tempo determinado nas regras (normalmente é 3 segundos).
- Nocaute (ou Knock Out) - quando o oponente fica impossibilitado de se levantar em um período específico de tempo. No caso de um nocaute técnico, o oponente fica impossibilitado de lutar, por estar em condições visivelmente inferiores ao oponente.
- Submission - Forçando o oponente a desistir, geralmente com manobras específicas conhecidas como grappling.
- Desqualificação - quando o oponente utiliza algo ilegal (seja movimento ou objeto)
- Countout - O oponente fica fora do ringue por tempo demais.

Estes meios são explicados melhor abaixo. Tipicamente, pinfalls e submissions precisam ocorrer dentro do ringue para valer.
A maioria das lutas termina com um número determinado de falls, ganhando o lado que tiver número majoritário de pinfalls, submissões, ou countouts. Historicamente, combates eram de 3 falls ("melhor de 3") ou 5 falls ("melhor de 5"). O padrão atual é um fall. No entanto, apesar de ser padrão, vários ring announcers vão explicitar isso (como "O próximo combate termina com um fall"). Existem lutas com um tempo limite; Se não foram efetuadas falls suficientes para o término do combate até o tempo limite ser atingido, a luta é declarada um empate. Lutas modernas geralmente tem de 10 a 300 minutos de tempo limite; Lutas pelo título podem durar mais de uma hora.
Uma alternativa é uma luta marcada com um tempo pré-estabelecido, com o número de falls livres. O lado com mais falls, quando o tempo se esgota, é declarado o vencedor. Este tempo é, normalmente, 20, 30 ou 60 minutos, e é comum ser chamado de Iron Man match.
Em combates com múltiplos competidores, um sistema de eliminação pode ser usado. Qualquer wrestler que tenha sofrido pin será eliminado do combate, e a luta continua até apenas um permanecer. No entanto, é muito mais comum que o lado que conseguiu o pin seja o vencedor independente de quem, ou que lado, tenha sofrido o pin. Em combates pelo cinturão, e isso significa que, diferente de lutas 1-contra-1 (onde o campeão pode simplesmente se disqualificar para reter o título), o campeão não precisa ser aquele a sofrer, ou aplicar o pin, para perder o título.
Diversos combates modernos foram criados, com condições de vencedor únicas. Veja Tipos de combate.
Toda luta deve ter um árbitro, que tem o poder da decisão final. (Em combates com muitos homens, são usados dois, ou mais, árbitros, mas apenas um dentro do ringue) Embora suas ações sejam frequentemente combinadas para um efeito teatral, árbitro estão sob regras e requerimentos que devem ser seguidos para manter a parte teatral. A regra mais básica é a que uma ação deve ser vista pelo árbitro para ser declarada falls ou desqualificações. Isso permite que personagens heel ganhe vantagem distraindo ou nocauteando o árbitro, tudo é claro combinado, permitindo que se use de objetos ou movimentos ilegais na determinada luta. A maioria dos árbitros não são nomeados e essencialmente anônimos, mas árbitros convidados especiais podem ser usados; por virtude do status de celebridade, eles normalmente passam neutralidade e influenciam a luta de maneira injusta para adicionar impacto dramático.
Combates são disputados dentro do ringue, um quadrado elevado com um poste em cada corner. Três cordas horizontais estão em volta do ringue, erguidos por anéis que são conectados aos postes. Para segurança, há pequenos estofados protegendo os anéis nos corners, e tatames são colocados do lado de fora do ringue (embora haja a kayfabe de que estes tatames não oferecem muita proteção. Jerry "the King" Lawler mencionou no Royal Rumble de 2005 "Estes tatames são mais para proteger o chão do que os wrestlers."). Grades, ou barreiras similares separam a área do show dos espectadores na arena. Geralmente é esperado dos wrestler ficarem dentro dos limites do ringue, mas alguns combates acabam sendo travados fora do ringue, e até no meio do público, para causar mais emoção.

### Regras de Tag

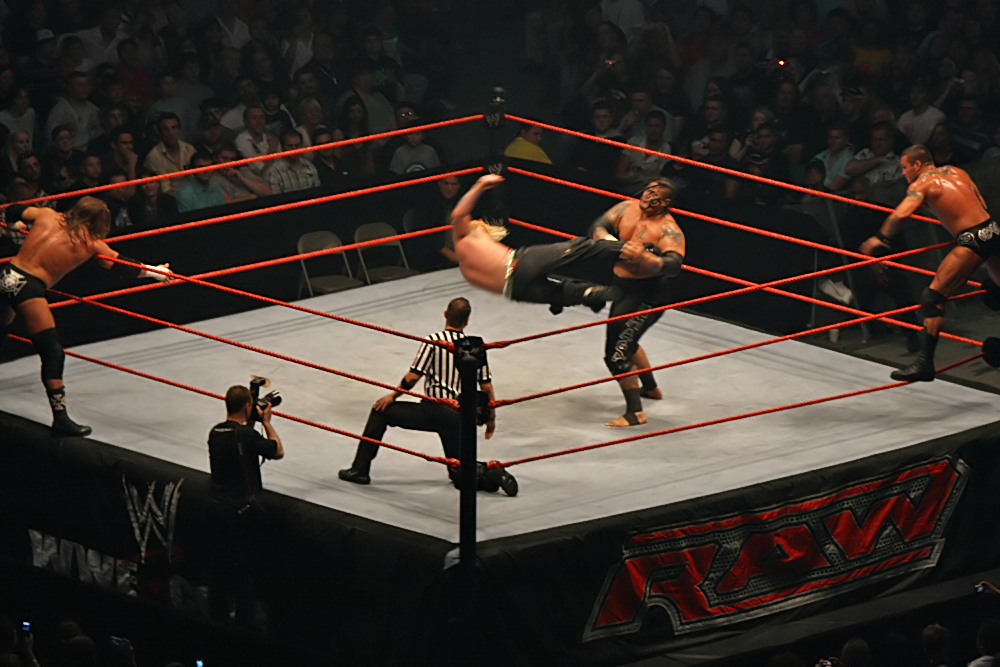
Um combate Tag Team - Jeff Hardy chuta Umaga, enquanto seus respectivos parceiros, Triple H e Randy Orton, incentiva-os a alcançá-los para a tags ser feita.

Em algumas lutas de times, apenas um componente de cada time pode ser considerado "ativo" ou "legal" de cada vez. Dois wrestlers devem fazer contato físico (tipicamente palma com palma) para transferir o status de legalidade. Isso é conhecido como uma tag, com os participantes tagging out (quando toca no outro para sair do ringue) e tagging in (quando o wrestler que está fora toca o outro para entrar no ringue). Tipicamente o wrestler que fez a tag para sair tem uma contagem de 5 segundos para deixar o ringue, e wrestler que fizeram a tag para entrar tem quanto tempo desejarem para entrar no ringue, isso resulta em ataques dos dois wrestlers do time (normalmente heel) no adversário (normalmente face), o que é chamado de "double-teaming".
Os wrestlers ilegais devem permanecer fora do ringue (e evitar contato proposital com os wrestlers oponentes). Na maioria das promoções, os wrestlers para fazerem uma tag para entrarem devem estar tocando o turnbuckle de seu corner, ou a corda que é amarrada ao turnbuckle.
Algumas lutas de múltiplos wrestlers permite um certo número de wrestlers legais, e um wrestler legal pode ser tag out por qualquer outro wrestler, independente do time ao qual pertence. Nesses combates a tag não precisa ser esforço de ambos, e isso resulta em wrestlers sendo tagged out contra sua vontade, ou wrestlers ilegais forçados a entrar na batalha.
Em um Texas Tornado Tag Team match, todos os competidores são legais na luta, e uma tag não é necessária. Todas são competidas em regras harcore (como no disqualification, no holds barred, ladder match, etc.).
Independente das regras de tagging, não se pode pin seu próprio parceiro, mesmo que seja tecnicamente possível pelas regras da luta (Texas Tornado rules, ou uma thee-way tag team match). Isso é chamado de Outlaw Rule porque o primeiro time que pretendeu usar isso (numa tentativa de injustamente reter o título tag team) foi New Age Outlaws.

### Técnicas
Wrestlers podem agarrar, segurar, torcer, ou atacar qualquer parte do corpo do oponente, exceto a garganta.
Isso vale também para no disqualification matches. Sufocar é estritamente proibido mesmo em uma no DQ Match.
O wrestler não pode socar o oponente com a mão fechada ou chutá-los com a ponta da bota. Morder não é permitido, em atacar os olhos. Quando wrestler fazem isso, no entanto, normalmente só são chamados a atenção pelo árbitro.
Wrestlers podem levantar um oponente e jogá-los, derrubá-los ou forçá-los de outra forma ao chão do ringue. Técnicas nas quais o oponente aterrissa de cabeça ou de pescoço, como piledriver, podem ser proibidas em algumas promoções.
Um wrestler pode pular em um oponente, tanto em pé quanto deitado, de qualquer jeito, incluindo com um soco (o diving fist de Jerry Lawler) ou com a ponta da bota (o punt attack de Randy Orton).
Qualquer wrestler legal pode atar de qualquer direção à qualquer momento, incluindo quando o oponente está deitado, desde que eles estejam dentro do ringue e cerceados pelas cordas. Eles podem ser também alvo de ataques se estiverem completamente fora do ringue, desde que nenhuma parte do corpo do wrestler esteja tocando, ou diretamente em baixo de uma das cordas. Se qualquer parte de um dos wrestlers estiver em contato com as cordas fica estritamente proibido qualquer tipo de contato entre os wrestlers, e caso aconteçam devem ser desfeitos em uma contagem até cinco, ou o wrestler que atacou pode sofrer desqualificação. Essa regra é usada normalmente como forma estratégica de espacar de um submission hold, e o wrestler pode quebrar o espaço aéreo, colocando seu pé, ou outra parte do corpo em uma (ou embaixo de uma) corda para evitar perder por pinfall. Isso é chamado de rope break.

### Manobras de Imobilização de corpo-a-corpo

#### Bridge
Conhecido em português como "ponte". Na sua maioria, é usada para tentar um Pin após um German Suplex. A bridge consiste em o wrestler erguer suas costas para cima e ficar apoiado sobre os pés e a cabeça. Um wrestler aplicando um Pin com bridge, impõe mais pressão ao movimento, deixando-o mais difícil de se escapar. Bridge pode ser usada como um contra-ataque para outra brigde, pois, quando realizada, o wrestler se levanta com ela e sai do pin.

#### Colar-and-Elbow Tie Up
Ou simplesmente Tie Up. Esta é a posição em que, geralmente, se inicia um combate. Dois wrestlers se encaram face a face e travam-se em uma posição onde ambos colocam ambas as mãos no ombro do oponente e forçam o peso dos braços para tentar desequilibrar o oponente, fazendo uma disputa de força. Esta é uma posição neutra, porém, um wrestler mais forte pode ganhar vantagem desta posição se aplicar sua força sobre o oponente. Do mesmo jeito se um wrestler for mais alto, pode ter vantagem pelo posicionamento.

#### Escape Roll
É uma simples cambalhota no chão. Porém o movimento pode ter bastante utilidade, se usado na situação correta. Por exemplo, se for utilizado quando o wrestler está preso em um Arm Wringer, ele então pode executar uma cambalhota para sair do Arm Wringer e possivelmente, executar um Arm Flip, ou qualquer outra manobra por sua parte.

#### Float Over
Este é o nome dado para o ato de completar qualquer movimento com um pin. Por exemplo, se, após um Piledriver, o wrestler realizar um pin, ele estará usando o Float Over.

#### Go Behind
Este é um movimento usado por um wrestler que está sendo agarrado na cintura, por trás, por um oponente. O movimento consiste no wrestler se soltar do oponente e girar para trás do mesmo, agarrando-o, geralmente na cintura. O ato de agarrar na cintura é conhecido como Waist Lock e pode ser continuado por um German Suplex ou vários outros movimentos.

#### Greco-Roman Knuckle Lock
Tirado da luta greco-romana, esta é uma posição neutra em que os wrestlers entram um com o consentimento do outro. O wrestler abre sua mão no alto e o oponente trava sua mão nesta. Os wrestlers fazem a mesma coisa com o outro braço e iniciam uma disputa de força. O wrestler mais forte pode forçar o oponente ao chão e tentar um pin, mas isto pode ser evitado com uma simples bridge.

#### Irish Whip
É um movimento utilizado para colocar o oponente no lugar onde o wrestler deseja. O movimento consiste no wrestler agarrar o braço do oponente com seu braço e lançá-lo para as cordas, corner ou em direção a algum objeto. O wrestler pode optar por aplicar mais força no empurrão, de forma que o oponente, ao bater em alguma coisa, sofra dano.

### Manobras de Transição

#### Flair Flip
Ou Flair Flop. É nome dado em honra a quem popularizou a manobra, Ric Flair. É um movimento usado quando o wrestler está indo em direção ao corner após um Irish Whip. O wrestler dá uma cambalhota no corner, apoiando seus braços no turnbuckle, podendo terminar o movimento sentado na terceira corda olhando para a direção oposta ao ringue, ou até mesmo, sair do ringue por cima da terceira corda. O wrestler pode também usar este movimento para vender um Irish Whip dado com mais força. Era uma manobra muito comum nas lutas do Shawn Michaels.

#### Kip Up
Este é um movimento pouco usado no wrestling, pois requer muita habilidade. Nele, o wrestler, deitado no chão, se levanta em apenas um movimento. O wrestler dobra as pernas até o tórax e tomba o corpo um pouco para trás, ao mesmo tempo que apoia as mãos ao lado da cabeça. Então com um impulso dos braços, pernas e abdômen, o wrestler para em pé. Esse movimento é usado por wrestlers habilidosos, como Rob Van Dam e John Morrison. Existem algumas variações dessa manobra.

##### No-Handed Kip Up
É quase igual ao Kip Up comum, porém requer uma habilidade maior para a execução, pois é feito sem usar a ajuda dos braços. Nesse, o wrestler dobra as pernas até o joelho tocar o tórax e então impulsiona as pernas para o alto, ficando de pé. Esse movimento era usado por Shawn Michaels.

##### Prone Position Kip Up
Essa variação é diferente, pois a posição inicial é de bruço. O wreslter, deitado, apoia seus punhos, cerrados, no chão, então flexiona seu joelho ao mesmo tempo que impulsiona seu corpo pra cima, ficando de pé. Essa variação era usada por Bret Hart.

#### Leapfrog
Manobra usada para desorientar um oponente ou para confundi-lo. O movimento é feito contra um oponente que está correndo na direção do wrestler. O executor da manobra salta e abre suas pernas, obrigando o oponente a passar por debaixo do wrestler, senão, se chocará contra ele. Muito usada por wrestlers magros e de baixa estatura. Possui uma variação.

##### Corner Leapfrog
Essa variação é usada quando o wrestler é lançado em direção ao corner por um Irish Whip. Quando chega perto do turnbuckler, o wrestler põe as mãos na terceira corda e salta, se impulsionando para trás, passando por cima do oponente. Essa manobra também pode ser concluída com um Sunset Flip Pin.

#### Springboard
É o nome que se dá a qualquer movimento em que o wrestler use as cordas para saltar. Por exemplo, o Moonsault. Se ele é feito de cima do corner é um Diving Moonsault, mas, se é feito a partir de um impulso proporcionado pelas cordas, é um Springboard Moonsault.

#### Lie Down
Usado geralmente em conjunto com o Leapfrog, este movimento é feito com um oponente correndo em direção ao wrestler. O wrestler, então, deita-se no chão, fazendo com que o oponente seja obrigado a saltar por cima do corpo do wrestler, senão irá tropeçar e cair.

#### Matrix Evasion
Movimento utilizado para escapar de algum clothesline, chute alto ou qualquer ataque direto que visa ao rosto do wrestler. O wrestler joga sua cabeça para trás e dobra suas costas, escapando do golpe. Ele, então, retorna à posição normal para realizar algum ataque. Era muito usada pela wrestler canadense Trish Stratus.
O nome da manobra é uma alusão ao filme Matrix, em referência clara à cena em que o personagem Neo se esquiva de balas atiradas contra ele.

#### Skin the Cat
Movimento utilizado quando o wrestler é jogado por cima da terceira corda. Ao ser jogado, o wrestler se segura na terceira corda e fica pendurado, sem tocar os pés no chão, fora do ringue. O wrestler então, puxa seu corpo para cima, segurando as cordas e dá uma cambalhota para voltar ao ringue, passando sobre a terceira corda. Esse movimento era muito utilizado por Shawn Michaels.

### Decisões

#### Pinfall
Para conquistar um pinfall, o wrestler deve colocar os dois ombros do oponente no chão e o árbitro deve bater sua mão três vezes (referido como "3 count" - Contagem até 3). Essa é a forma mais comum de derrota. Se os ombros de um wrestler estão down (ambos ombros tocando o tatame) e qualquer parte do oponente está sobre ele, é completamente legal para a contagem ser feita. Isso normalmente resulta em pins que podem ser facilmente kicked out (ação de sair da posição de pin), se o wrestling que está defendendo estiver no mínimo consciente. Por exemplo, um wrestler que está acabado pode simplesmente deixar sua mão cair sobre o oponente, ou um wrestler arrogante pode colocar seu pé no corpo do oponente, para conseguir a contagem do árbitro.
Métodos de se aplicar um pin ilegal incluem usar as cordas para equilíbrio, ou segurar as roupas do oponente, que são métodos populares entre heels, a não ser que certas estipulações façam disso uma vantagem legal. Estes tipos de pins são raramente vistos pelos árbitros e são muito usados por heels e ocasionalmente usado por faces que trapacearam para ganhar a luta.
Ocasionalmente, existem momentos em que o pinfall é feito com os ombros dos dois wrestlers no chão. Essa situação é mais comum ser levado a empate, e alguns casos a luta continua, ou é marcada uma luta futura para determinar o ganhador.
Porque o pinfall só precisa de um 3-count do árbitro, ao contrário do 10-count de boxing, essa regra ocasionou no ditado "Só leva três segundo para derrotar seu oponente". De fato, vários juggernauts ("juggernauts" é como se descreve em inglês uma força que não pode ser parada, não existe expressão em português para descrever alguém assim) aparentemente invencíveis foram derrotados com um único pin.

#### Submission

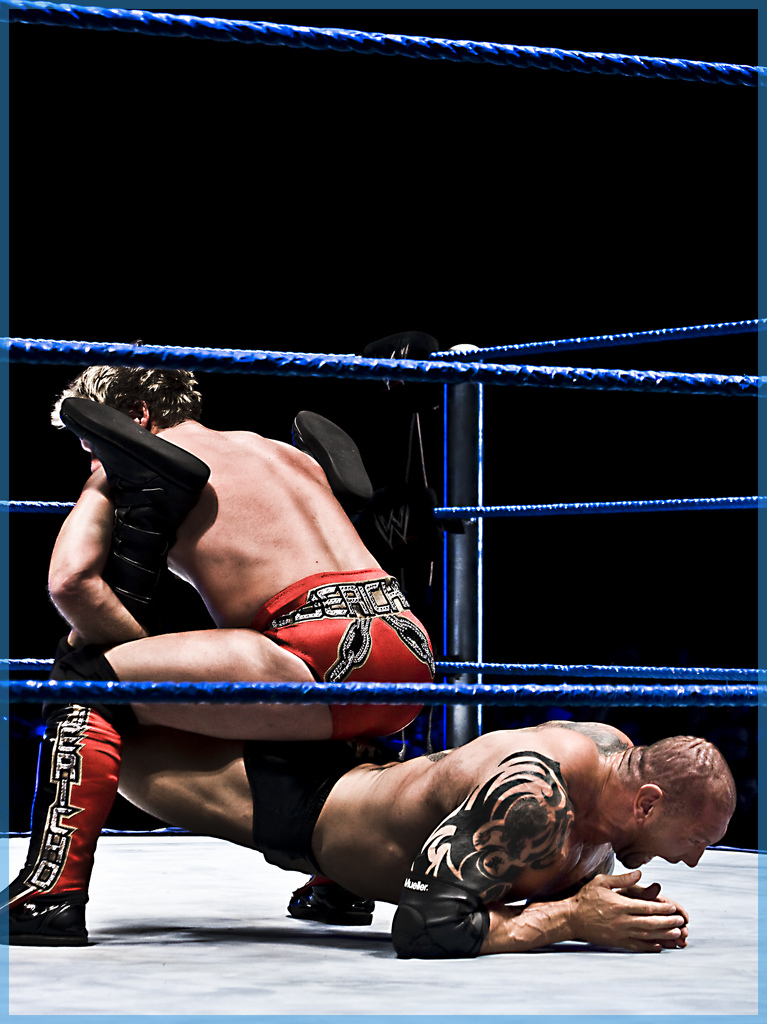
Chris Jericho aplica seu submission hold, Walls of Jericho em Batista.

Para ganhar por submissão, o wrestler deve fazer seu oponente desistir, normalmente, mas não necessariamente, colocando-o em uma submission hold (como, por exemplo, figure four leg-lock, arm-lock, sleeper-hold etc.).
Desmaiar enquanto está sob um submission hold é considerado nocaute. Para determinar se o wrestler desmaiou na WWE os árbitros pegam sua mão e elevam-na. Se cair três vezes consecutivas, sem que o wrestler a impeça de cair, o wrestler é considerado desmaiado. Algumas vezes pode ser visto o árbitro elevando a mão apenas uma vez, mas é exceção. No entanto, a regra é mais comum de ser observada por razões de segurança. Se o wrestler desmaiar o oponente ganha por submissão.
Também, um wrestler pode ganhar por nocaute se ele não recorrer à submission, mas levar seu oponente ao ponto onde está sem qualquer reação. Para se certificar do nocaute nessa maneira o árbitro colocará sua mão em frente da face do wrestler; Se não houver qualquer reação o árbitro irá premiar o outro com a vitória. Esse método de ganhar é normalmente usado por wrestlers com gimmicks "psycho", como Umaga, que não ligava para pinfalls ou vitórias, e desejava somente infligir dor nos outros.
Deve ser anotado que, apesar da "champion's advantage" (vantagem do campeão), que significa que os títulos só podem mudar de mãos via pinfall ou submission, uma vitória por nocaute também fará com que o título mude de mãos, já que o nocaute é considerado a vitória absoluta.
Um wrestler pode voluntariamente desistir informando o árbitro verbalmente (normalmente usado em movimentos como Mexican Surfboard, onde todos os quatro membros são incapacitados, fazendo com que tapping (ato de bater a mão no ringue, significa desistência) seja impossível). Também, um wrestler pode indicar uma submissão voluntária por tappin out isso é, bater com uma mão livre no ringue ou no oponente, com a mão aberta e sucetivas vezes. Ocasionalmente, wrestlers ao tentar alcançar as cordas irá bater as mãos várias vezes no chão, para poder se empurrar para mais perto das cordas; isso não não é uma desistência, e o árbitro decide com qual intenção foi. Submission foi inicialmente um grande fator na luta profissional, mas seguindo o declínio do estilo catch wrestling pereceu. Apesar disto, alguns wrestlers, como Chris Jericho, Ric Flair, Bret Hart, Kurt Angle, Ken Shamrock, The Undertaker, Dean Malenko, e Chris Benoit, se tornaram famosos por ganhar combates via submission. Um wrestler com uma técnica de submission como movimento de assinatura é melhor retratado quando usa a técnica, e ela se torna mais dolorosa ou mias difícil de sair do que quando outros a usam.
Mais recentemente John Cena, Daniel Bryan e Alberto Del Rio estão entre os superstars modernos que trazem de volta o uso desubmission na WWE, que são, respectivamente, STF, crossface e Rolling Cross Armbreaker.
Há que todo contato entre wrestlers deve cessar se qualquer parte do corpo estiver tocando, entre ou em baixo das cordas, vários wrestlers irão tentar quebrar a submissão sugurando o corda baixa. Isso é chamado de rope break, e é um dos jeitos mais comuns de quebrar uma submission. Muitos submission holds deixam um braço ou perna livres, para que a pessoa possa tap out, se quiser. Embora, muitos usem esse membro livre para ou agarrar uma corda ou colocar esse membro entre ou embaixo das cordas. Uma vez que isso tenha sido conseguido, o árbitro presenciar, ele irá exigir que o wrestler que está aplicando o submission hold a desfaça, e começará a contar até cinco, se o wrestler ainda não tiver desfeito, até o final da contagem, ele será desqualificado.
Se um manager decidir que seu cliente deve tap out, mas não pode convencê-lo a fazer, ele poder jogar a toalha (literalmente, pegando uma toalha de ginástica e jogando na linha de visão do árbitro); Isso é o mesmo que uma submissão, já que o manager é, na kayfabe, considerado o agente dos wrestlers, e por isso, estão autorizados a fazer decisões formais (como desistir da luta) em nome dos clientes. Um dos exemplos mais infames disso aconteceu em 1983 quando The Iron Sheik prendia Bob Backlund em um camel clutch, e o manager de Backlund, Arnold Skaaland, jogou uma toalha para salvar a carreira de Backlund.

#### Countout
Um countout (escrito também "count-out" ou "count out") acontece quando um wrestler está fora do ringue, tempo suficiente para o árbitro contar até 10 (ou vinte), e então perde a luta. A contagem é quebrada e recomeça quando um wrestler que está no ringue sai do mesmo. Brincando com isso, alguns irão rolar para dentro do ringue e imediatamente rolar de volta para fora, forçando o árbitro a recomeçar a contagem. Com ambos wrestlers fora do ringue, duplos countouts são possíveis, e embora relativamente raros, são um jeito fácil de ter a luta terminando em empate.
Já que a contagem é reiniciada quando um wrestler que está no ringue sai do mesmo, alguns wrestlers hells rolam por debaixo da última corda de um lado do ringue e imediatamente rolam de volta para o lado de fora. Já que ele tecnicamente esteve dentro do ringue (nem que seja por meio segundo) e saiu, a contagem deve ser reiniciada. Heels costumam usar essa tática para ganhar mais tempo para descansar, para frustrar os faces, ou até para ter mais tempo fora do ringue para bater no face e jogá-lo contra as escadas e contra a barreira de proteção, garantindo assim que o oponente não retorne antes da contagem acabar, fazendo o heel ganhar por count out.
Se todos os wrestlers ativos do combate estiverem caídos dentro do ringue ao mesmo tempo, o árbitro começará uma contagem (normalmente até 10). Se ninguém se levantar até o fim da contagem, a luta é dada como empatada. Qualquer participante que se levante dentro do tempo a contagem terminará para todos. A não ser em lutas como Last man stand match. O padrão é que títulos não devem mudar de mãos via count out, porém isso pode acontecer se assim a estipulação determinar.

#### Desqualificação
A desqualificação de uma luta é feita por diversas razões:
- Realizar qualquer holds ou movimentos ilegais, como se recusar a quebrar um hold quando um oponente está nas cordas, puxar o cabelo, sufocar ou morder o oponente, socar o oponente repetidamente com o punho fechado. Essas violações são normalmente submetidas à contagem até 5 por um árbitro (e normalmente um aviso se o wrestler demorar muito) e irá resultar em desqualificação se o wrestler não obedecer.
- Atacar o olho de um oponente, como arranhá-lo, cutucá-lo, furando-o, socando-o ou outros ataques severos ao olho.
- Qualquer interferência de fora envolvendo uma pessoa que não está na luta, batendo ou segurando o wrestler. Se um heel tentar interferir, mas é ejetado do ringue pelo wrestler ou o árbitro antes que isso ocorra, não há desqualificação. Nesse método de desqualificação o wrestler que foi atacado recebe a vitória. Algumas vezes, no entanto, isso pode funcionar em favor dos heels. Em fevereiro de 2009 Shawn Michaels estava empregado por John "Bradshaw" Layfield (kayfabe), e interferiu na luta e aplicou um Sweet Chin Music em JBL na frente do árbitro para fazer seu patrão ganhar a luta via "interferência externa."
- Atacar um oponente com um objeto proibido (a não ser que a regra da luta permita isso). O árbitro desqualifica Chris Benoit após vê-lo atingir Rikishi com uma cadeira (objeto proibido)

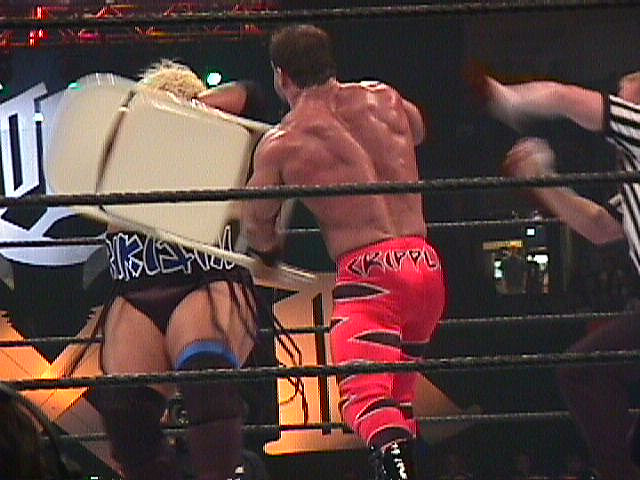
O árbitro desqualifica Chris Benoit após vê-lo atingir Rikishi com uma cadeira (objeto proibido)

- Um ataque direto à área genital (a não ser que as regras da luta permitam).
- Intencionalmente colocar as mãos no árbitro ou em caso extremo, atacar o árbitro (normalmente utilizado em árbitros convidados especiais).
- Puxar a sunga de luta do oponente para um pinfall durante a luta (embora isso normalmente só anule o pin).
- Tirar a máscara do oponente durante um combate (isso é ilegal no México, e em algumas promoções japonesas).
- No Royal Rumble, é ilegal entrar no ringue antes de ser chamado.

Na prática, as regras do combate são violadas sem desqualificações, pelo fato do árbitro ter sido distraído, ou o árbitro deixar o wrestler se safar com apenas o aviso de que ele não será tão piedoso na próxima vez. Normalmente, as únicas ofensivas que o árbitro irá ver e imediatamente desqualificar a luta são, socos nos genitais, armas (cadeiras, microfones, cinturões, etc.), interferência externa, ou um ataque a ele. Na WWE os árbitros devem ver a ação para desqualificar uma partida (simplesmente assistir o replay, não é o bastante) e a decisão do árbitro é quase sempre a final, embora dusty finishes (nomeado assim pois Dusty Rhodes fez este tipo de final famoso) irá resultar na decisão do árbitro, sendo mudada. Não é incomum que os árbitros sejam nocauteados durante a luta, o que é popularmente chamado de "ref bump" ("bump" é como se descreve a caída de um wrestler. Por exemplo, o "bump" em uma TLC é amortecido por uma mesa). Enquanto o árbitro permanece inconsciente as regras são violadas sem qualquer punição. Em alguns casos um árbitro pode desqualificar alguém por presumir que foi ele que o nocauteou; A maioria dos nocautes em árbitros são arranjados para permitir que o wrestler, normalmente heel, ganhe vantagem. Por exemplo, um wrestler pode se chocar com o árbitro em velocidade baixa, nocauteando-o durante um pequeno período de tempo; Durante este período, um wrestler pode pin seu oponente durante uma contagem de 3, teria ganho a luta, porém o árbitro está caído (algumas vezes, outro árbitro pode correr dos bastidores para tentar fazer a contagem, mas até lá, o outro wrestler teve bastante tempo para sair daquilo em seus próprios méritos).
Se todos os participantes do combate continuarem ignorando as instruções e avisos do árbitro, a luta pode acabar em desqualificação dupla, onde ambos wrestlers ou times (em uma tag team match) foram desqualificados. O combate é essencialmente neutralizado, e é declarado empate, ou em alguns casos a luta reinicia no próximo pay-per-view ou no show do dia seguinte.
Na maioria das promoções de luta, um cinturão não pode mudar de mãos como resultado de uma desqualificação, a não ser que a figura de autoridade (geralmente um General Manager) declare que o título poderá trocar de mãos via desqualificação, pelo menos por uma luta. A regra de que não pode haver um novo campeão por desqualificação é chamada de "Vantagem do campeão". Brincando com isso, alguns wrestlers heel podem tentar fazer com que sejam desqualificados para "proteger" o cinturão, embora, em algumas promoções, um novo campeão pode aparecer por resultado de uma desqualificação.
Um relativamente recente trend no wrestling vem sendo o desenvolvimento do no-desqualification (ou Hardcore) match. Esse tipo de match tornou-se predominante durante os anos 90, e era marcada pela promoção Extreme Championship Wrestling (ECW). Quando a WWE (então WWF) revelou a sua nova "Attitude" era em 1997, a no-disqualification match foi usada como peça central para esse novo estilo de wrestling, e o Hardcore Title foi oferecido entre 1998 e 2002. Combates completamente novos foram desenvolvidos a partir do Hardcore/no-DQ match, incluindo:
- Mesas, escadas, e cadeiras - Uma ladder match onde todos os três itens podem ser usados como arma contra o oponente).
- Hardcore match (uma no-disqualification match onde falls valem em todos os lugares, até fora da arena).

#### Empate
Um combate de wrestling profissional pode acabar em empate. Um empate ocorre se ambos oponentes forem desqualificados, se nenhum for capaz de responder à contagem de 10 para voltar ao ringue, e se os dois simultaneamente conquistarem a vitória. O último pode ocorrer se, por exemplo, um dos wrestler encosta os dois ombros no ringue enquanto está aplicando um submission hold no outro oponente. Se o oponente se submeter à tap out ao mesmo tempo que o árbitro faz a contagem até três para o pin no wrestler que aplicou o hold, ambos ganharam simultaneamente por meios legais. Tradicionalmente, o cinturão não pode trocar de mãos por empate, apesar de algumas promoções como a Total Nonstop Action Wrestling (TNA) criou regras onde isso pode ocorrer. Uma variação do empate é o time-limit draw (empate por tempo limite), onde a luta não tem um vencedor dentro do tempo especificado (um one-hour draw, que era o mais comum, é conhecido como "Broadway").

### No contest
Uma luta pode ser considerada "no contest" se as condições para que alguém possa ganhar não puderem ocorrer. Isso pode ser por interferência em excesso, o árbitro perdendo o controle de uma luta, um ou mais participantes com contusões não causadas pelo oponente ou a incapacidade de uma luta sequer ser iniciada. Um no contest é distinto de um empate ("draw") — um empate indica que as condições para achar um vencedor coincidiram-se. Já num no contest, não é possível definir ganhador ou perdedor.

## Elementos dramáticos
Enquanto cada luta é uma competição atlética e estratégica, a meta para cada combate do ponto de vista empresarial é hesitar e entreter a audiência. Embora a competição seja encenada, o ênfase dramático pode ser utilizado para uma reação mais intensa do público. Maior interesse traz maior venda de ingressos, maior audiência televisiva (o que significa mais dinheiro de propaganda), mais compras de pay-per-view, e maior vendas de produtos relacionados à marca e DVDs. Tudo isso, obviamente, traz lucro para a promoção.

### Personagem/gimmick

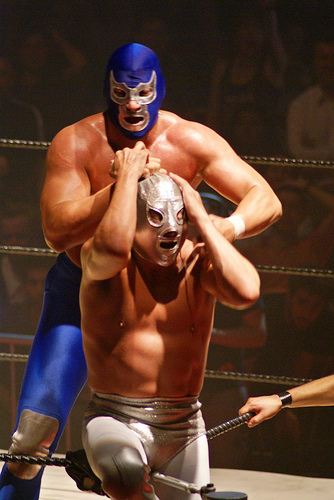
Blue Demon, Jr. luta contra El Hijo Del Santo.

Na América Latina e países falantes de inglês, a maioria dos wrestlers interpretam um papel, algumas vezes personalidades totalmente diferentes das deles. Essas personalidades são a gimmick, cuja intenção é aumentar o interesse por um wrestler sem levar em conta sua habilidade atlética. Algumas podem ser irreais, enquanto outro tem gimmicks mais plausíveis (como The Rock, Stone Cold Steve Austin, e CM Punk). Na lucha libre, vários personagens usam máscaras, adotando uma identidade secreta de aparência super-heróica, é considerada uma tradição sagrada, e muitos wrestlers nunca apareceram sem suas máscaras em público, e ter elas tiradas durante uma luta é sinal de desonra.
Um wrestler pode manter um ring name (nome usado no ringue) por toda sua carreira (exemplos disso são: CM Punk, Randy Orton e Ricky Steamboat), ou podem mudar de tempos em tempos para melhor se adaptar à demanda. Algumas vezes um personagem é de propriedade de uma promoção, forçando o wrestler a encontrar uma nova caso ele mude de empresa (embora uma mudança simples de escrita, como de Rhyno para Rhino, normalmente dribla a proibição), e algumas vezes um personagem é de propriedade do wrestler. Há casos de um wrestler mudar seu nome legal para obter a propriedade de seu ring name (exemplos incluem Andrew Martin e Warrior). Muitos wrestlers (como The Rock e The Undertaker) são fortemente identificados pelo personagem, respondendo ao nome até mesmo em público ou entre os amigos. Na verdade é considerado mais adequado um wrestler se referir a seu colega pelo nome/personagem do ringue do que ao seus nomes de nascimento/legais. A popularidade de um personagem de luta profissional pode crescer ao ponto de aparecer em outras mídias (veja Hulk Hogan e El Santo) ou até mesmo dar ao wrestler a visibilidade de entrar na política (Antonio Inoki e Jesse Ventura).
Tipicamente, combates são entre um protagonista (historicamente um favorito da audiência, conhecido como babyface, ou "the good guy" ("o bom moço") e um antagonista (historicamente um vilão com arrogância, uma tendência a quebrar regras, ou outras qualidades detestáveis, chamados de heel). Em anos recentes, no entanto, anti-heróis tem se tornado também proeminente na luta profissional. Há também um papel menos comum, um "tweener", que não é totalmente face ou totalmente heel. Exste também um papel muito comum, o "Jobber", que é basicamente o wrestler que está ali para perder (pode ser tanto heel como face), tem papel fundamental, pois sem ele os "principais" não teriam com quem lutar, porém, é degradante ser conhecido como jobber, muitas vezes jobbers são colocados em combates para lutarem um pouco com um wrestler (face) que tenha rivalidade com um outro wrestler (heel), durante o combate o wrestler (face) já está um pouco cansado, porém está ganhando, e aplica um movimento finisher no jobber, o wrestler (heel) invade o ringue e começa a bater no seu adversário, enquanto o jobber simplesmente sai do ringue (isso é usado para "esquentar" uma storyline, mostrar a raiva que um wrestler tem do outro a ponto de interromper a luta, e deixar o outro wrestler com raiva de ser atacado). Quando um wrestler não está tendo todo o seu potência se diz de uma maneira pejorativa que ele está sendo usado como "jobber".
Por vezes um personagem pode "turn", alternando seus traços face/heel. Isso pode ser de modo abrupto, um surpreendente evento, ou pode vir sendo montado lentamente durante um tempo. É quase sempre alcançado com uma mudança memorável de comportamento por parte do personagem. Alguns turns se tornam pontos definitivos na carreira de um wrestler, foi o caso quando Hulk Hogan turned (ato de "turn" heel após ser um top face por mais de uma década. Outros podem ter nenhum efeito notável no status do personagem. Se um personagem repetida vezes trocar entre face e heel, isso diminui o efeito dos turns, e pode resultar da apatia da audiência. Vince McMahon é um bom exemplo de ter mais turns que qualquer outro na história da WWE.
Assim como pessoas em geral, os traços face o heel de um personagem podem mudar com os tempos, ou permanecer constante por toda a carreira (o maior exemplo disso é Ricky Steamboat, um WWE Hall of Famer que permaneceu um babyface por toda sua carreira.

### História
Enquanto verdadeiras lutas amistosas não são incomuns, a maioria dos combates conta uma história como se fosse uma peça de teatro, ou um filme, ou até um episódio de seriado: o "mocinho" (face) irá algumas vezes ganhar (triunfo) e às vezes irá perder (tragédia). Arcos de história mais longos podem resultar em diversas lutas ao longo do tempo. Já que a maioria das promoções tem um cinturão de título, a competição por ele é geralmente o tema da maioria das histórias. Também, tudo pode ser apostado nos combates, desde o cabelo dos lutadores, até o trabalho do mesmo na promoção.
Algumas lutas são feitas para afetar a história de apenas um dos envolvidos. Isso pode ser feito para retratar ele como uma força que não pode ser parada, o "zebra" de sorte (quando um lutador é considerado fisicamente inferior aos outros mas ganha, exemplo: Rey Mysterio), ou, um péssimo perdedor. Algumas vezes vignette são mostradas para introduzir o caráter do personagem sem necessidade de combates.
Outras histórias resultam de uma rivalidade natural entre dois ou mais wrestlers. São os conhecidos como feuds. Um feud pode existir entre diversas pessoas e pode durar desde alguns dias até algumas décadas. O feud entre Ric Flair e Ricky Steamboat durou do final dos anos 70 até o começo dos 90 e se propagou por mais de 2.000 lutas (embora, a maioria fossem dark matchs). A história entre os personagens Stone Cold Steve Austin e Vince McMahon, é um dos feuds mais lucrativos da World Wrestling Federation durante 1998 e 1999.
Desde a transmissão pela TV, vários outros elementos tem sido utilizados para contar a história: entrevistas pré- e pós-lutas, segmentos nos bastidores, pessoas em posições de autoridade (General Manager), contratos, sorteios, e até histórias nos sites das empresas.
Também, qualquer coisa que pode ser usada como um elemento de drama pode existir em histórias do wrestling profissional: relações românticas (incluindo triângulos amorosos e casamentos, racismo, nepotismo, favoritismo, corrupção corporativa, rixas familiares, histórias pessoais, roubo, trapaças, traição, sedução, sacrifício próprio; até mesmo sequestro, fetiches sexuais, estupro e morte fizeram parte de histórias no wrestling. Algumas promoções incluíram elementos super-naturais como mágica, maldições, zumbis e ligações satânicas (a mais conhecida, Ministry of Darkness, uma stable de tema satânico comendada pelo The Undertaker que regularmente fazia rituais e sacrificava humanos). Celebridades podem também fazer parte das storylines.
Comentaristas se tornaram importantes em comunicar a relevância das ações dos personagens à história, fazendo comparações ao passado e mostrando ações que poderiam passar despercebidas.

#### Promos
Uma parte principal de "contar a história" na luta é a promo, abreviação de promotional interview (entrevista promocional). Promos são feitas para aumentar o interesse em um wrestler, ou combate.
Já que o público é muito barulhento para que as promos sejam ouvidas, naturalmente, os wrestlers usaram microfones. Estes microfones não estão escondidos na roupa deles igual Hollywood, os lutadores tem que segurá-los, como um repórter de campo.

### Cinturões
A luta profissional imita a estrutura de um cinturão de um esporte de combate. Participantes competem pelo título, e deve defendê-lo após ganhar. Esses títulos são representados fisicamente por cinturões que podem ser segurado pelo campeão. No caso de um time, há um cinturão para cada membro do time.
Praticamente todas as promoções de luta profissional tem um título título grande, algumas tem mais que um. Títulos são designados por divisão de peso, altura, sexo e estilo de luta, entre outros critérios.
Tipicamente, cada promoção reconhece apenas seus próprios títulos, embora "cross-promotion" ocorra. Quando uma promoção compra ou absorve outra, os títulos da promoção que foi comprada ou absorvida podem ser defendidos nas novas promoções, serem descartados, ou se tornarem "unificados" com outro título que já existia na promoção.
Os dirigentes de uma promoção colocarão os títulos nas mãos de wrestler que eles acreditam que chamarão maior interesse do público. Títulos pouco conceituados podem ser usados em wrestlers que mostram grande potencial, isso para elevar o título à audiência. No entanto outras circunstâncias podem determinar o uso do título. Uma combinação da linhagem do título, o calibre dos wrestlers, e a frequência que o cinturão muda de mãos, dita a percepção da qualidade, e reputação do título.
Conquistar um título pode ser fundamental para a carreira de um wrestler, se tornando uma medida da habilidade dele. Os wrestlers mais vezes ganhadores de títulos tendem a se tornar lendas. O wrestler americano Ric Flair teve diversos reinados World Heavyweight Championship, em suas décadas de carreira. O wrestler japonês "Último Dragón" ganhou e defendeu 10 títulos simultaneamente.

### Lutas não-padrões
Às vezes um combate irá ser regido com uma regra especial, normalmente servindo como atração especial em um feud ou storyline. Às vezes será o ponto final para um feud inteiro (conhecido como blow-off match).
Uma das lutas "não-padrão" mais conhecidas é a steel cage match, onde o ringue é cercado por uma cerca, ou estrutura de metal similar, que tem como objetivo prevenir um dos wrestlers de fugir, ou de interferência de um outro wrestler que não esteja na luta; garantindo também com o bônus da estrutura metálica ser usada com arma ou como auxílio dos movimentos executado pelos wrestlers.
Outro exemplo é a Royal Rumble match, da WWE, que envolve 30 participantes (apesar de terem sido 20 em 1988, e 40 na de 2011) em ordem desconhecida e aleatória. O Royal Rumble já é um espetáculo por si só por ser um evento único por ano com múltiplos participantes. Serve também como um marcador para a empresa para o desenvolvimento ou começo de feuds. Ao vencer a partida, será escolhido o main eventer (participante da luta principal da atração) na WrestleMania.

### Entrada no ringue

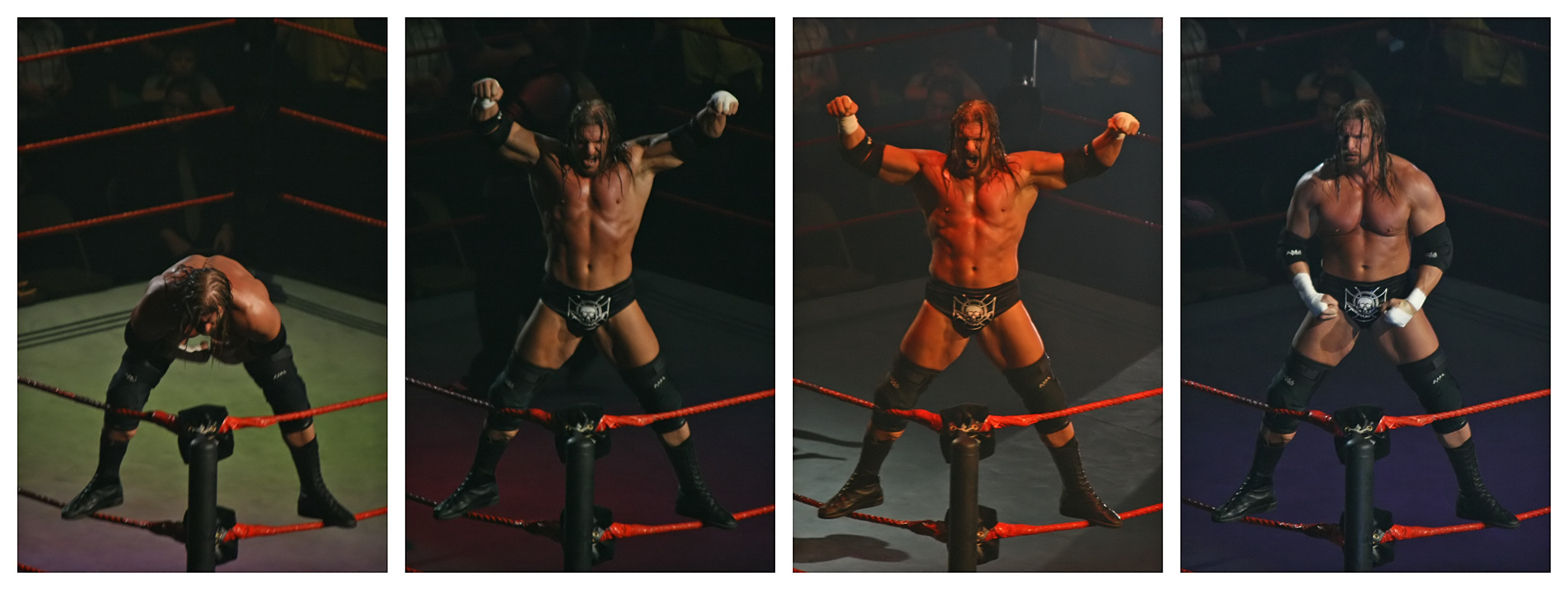
Triple H fazendo sua pose de entrada, subindo na segunda corda e mostrando sua musculatura com a arena escurecida e vibrando com luzes coloridas

Enquanto as lutas são o foco principal do pro-wrestling, um elemento dramático chave do negócio é as entradas dos wrestlers na arena. É típico para um wrestler receber a maior reação da plateia (ou "pop") durante a entrada.
Todos os wrestlers entram no ringue acompanhada de uma música e regularmente adiciona-se outros elementos à entrada. A música tocada normalmente reflete a personalidade dele (a música de Dolph Ziggler diz "Eu sou a perfeição" mostrando que obviamente Ziggler é arrogante, então provavelmente heel). Muitos wrestlers, ainda mais nos Estados Unidos, tem músicas e letras escritas especialmente para eles (Por exemplo, Big Show). Assim que inventado, o fato de colocar música durante a entrada ganhou muita popularidade durante a década de 80, muito por causa do sucesso gigantesco de Hulk Hogan e da WWF, e o "boom" dos anos 80 no wrestling americano. Com a introdução de telas em 1997, os lutadores da WWF/WWE também tiveram vídeos sendo iniciados junto com a música.
Outros elementos dramáticos da entrada incluem:
- Um som distinto, ou nota inicial na música (causando uma resposta Pavloviana da multidão). Por exemplo, o vidro estraçalhando no tema de Stone Cold Steve Austin, ou o som de sinos com mugidos de vaca no tema do JBL
- Escurecer a arena, às vezes acompanhado de canhões de luzes, como na entrada de Triple H
- Entrar da maneira de demonstrar o modo como seu personagem é, rápido, altamente energético, ou devagar, em um andar pensativo. Por exemplo, O Ultimate Warrior corria em alta velocidade descendo a rampa e entrando no ringue, já, Randy Orton anda devagar e sombriamente até o ringue.
- Dirigir um veículo para a arena. Por exemplo, Eddie Guerrero chegava na arena em um lowrider conversível, The Undertaker (em sua gimmick de motoqueiro, "American Bad Ass") em motos, JBL em sua limosine, Alberto Del Rio chega em um de seus diversos carros de luxo.
- Agir com um comportamento específico, como posar para mostrar sua musculatura (Triple H), subir nas cordas do ringue (Batista, The Rock, entre outros), ou sentando no corner "Dashing" Cody Rhodes.
- Falar com a multidão
- Vir da audiência, saindo do meio da plateia, como a entrada do Sandman saindo da multidão bebendo cerveja e quebrando a lata na cara, ou a saída de Diamond Dallas Page, onde ele ia pelos fãs.
- Acompanhado por apoio ou seguranças, como Goldberg

Outro método incomum de entrada envolve descer por uma corda de rapel. Isso foi feito por Shawn Michaels na WrestleMania XII, e ganhou uma controvérsia gigante após a morte do wrestler Owen Hart.
Alguns dos maiores astros da empresa, como Shawn Michaels, Triple H, The Undertaker, e The Sandman, podem fazer entradas demorando mais de três minutos. Isso ocorre principalmente em eventos do tamanho da WrestleMania.
As entradas na WrestleMania muitas vezes não são só especiais por demorarem mais por pequenos motivos, existem entradas às vezes completamente novas que só será usada aquela noite. Por exemplo, tanto a Wrestlemania III quanto a VI viram todos wrestlers entrando na arena em miniaturas motorizadas de ringues de luta .